# Edmund FitzAlan-Howard
Edmund Bernard FitzAlan-Howard, 1er vicomte FitzAlan de Derwent (1er juin 1855 - 18 mai 1947), connu sous le nom de Lord Edmund Talbot entre 1876 et 1921, est un homme politique conservateur britannique et le dernier Lord lieutenant d'Irlande. Il est le premier catholique romain à être nommé lord-lieutenant d'Irlande depuis le XVIIe siècle, occupant ses fonctions lorsque l'Irlande est divisée en Irlande du Sud et Irlande du Nord,.

## Jeunesse
Il est le deuxième fils d'Henry Fitzalan-Howard (14e duc de Norfolk) et de son épouse Augusta Lyons, la fille du vice-amiral Edmund Lyons, 1er baron Lyons, et le frère cadet d'Henry Fitzalan-Howard (15e duc de Norfolk). Né Lord Edmund FitzAlan-Howard, il prend en 1876 par licence royale le nom de famille de "Talbot" dans le cadre d'une tentative infructueuse d'hériter des domaines du comte de Shrewsbury. Il revient à l'utilisation de son nom paternel en 1921, peu de temps après avoir été élevé à la pairie.

## Carrière
Il est élu député de Chichester en 1894, siège qu'il occupe jusqu'en 1921.
En 1899, il est nommé, par Redvers Buller, censeur militaire des communications télégraphiques au Cap, en Afrique du Sud, lors du déclenchement de la seconde guerre des Boers. Il sert ensuite brièvement sous Arthur Balfour en tant que Lord du Trésor en 1905 et sous Herbert Henry Asquith et plus tard David Lloyd George en tant que secrétaire parlementaire du Trésor de 1915 à 1921 (conjointement à partir de décembre 1916). En 1918, il est admis au Conseil privé.
Le 27 avril 1921, il est nommé Lord lieutenant d'Irlande, le premier catholique romain à être nommé à ce poste depuis 1685 sous le règne du roi Jacques II. Sa nomination est possible car l'article 37 de la Loi sur le gouvernement de l'Irlande de 1920 a été mis en vigueur peu de temps auparavant. Cette disposition prévoit qu'aucun sujet britannique ne serait empêché d'occuper ce poste en raison de ses convictions religieuses. Concernant l'annonce de sa nomination imminente, le Daily Chronicle observe que "le motif conciliateur de sa nomination [être catholique romain] est évident ... c'est un rameau d'olivier à la place d'une dictature".
Cependant, son mandat en tant que Lord Lieutenant ne dure qu'un an et demi. Le poste est aboli avec la naissance de l'État libre d'Irlande et sa constitution en 1922. Il est remplacé par le gouverneur général de l'État libre d'Irlande et le gouverneur de l'Irlande du Nord. Le lendemain de sa nomination en tant que Lord Lieutenant, il est élevé à la pairie en tant que vicomte FitzAlan de Derwent, de Derwent dans le comté de Derby. En outre, pendant la minorité de son neveu, le 16e duc de Norfolk, qui hérite du duché en 1917, il est Comte-maréchal adjoint.

## Vie privée
Il épouse Mary Bertie (1859-1938), fille de Montagu Bertie (7e comte d'Abingdon), le 5 août 1879. Ils vivent au Cumberland Lodge à Windsor Great Park et ont deux enfants: 
- Mary Caroline Magdalan Fitzalan-Howard (née le 24 août 1880, décédée le 24 novembre 1974)
- Henry FitzAlan-Howard (2e vicomte FitzAlan de Derwent) (en) (né le 30 octobre 1883, décédé le 17 mai 1962)

FitzAlan est décédé le 18 mai 1947 à l'âge de 91 ans, et son fils unique, Henry, lui succède.
Dans la trentaine, FitzAlan - alors connu sous le nom de Lord Edmund Talbot - est le patron du Chichester City FC .